# Декоратор (повість)
Декоратор (повість про маніяка) — книга Бориса Акуніна з серії «Пригоди Ераста Фандоріна». Разом із повістю «Піковый валет» утворюють книгу «Особливі доручення».

## Сюжет
У Москві відбуваються нечувані події — поліція знаходить одну за одною жінок із перерізаним горлом. У всіх жертв відсутні ознаки ґвалтування, зате вийняті внутрішні органі й акуратно розкладені на місці злочину, утворюючи деяку «декорацію», як її називає сам злочинець. На обличчі чи шиї кожної вбитої красується кривавий відбиток поцілунку — почерк лондонського Джека-Різника. Невже серійний убивця перебрався до Москви? Знайти відповідь на це питання має, звичайно ж, чиновник із особливих доручень Ераст Петрович Фандорін, адже на кін поставлена його кар'єра. Під час розслідування Ерасту Петровичу буде допомагати безстрашний Анісій Тюльпанов, котрий заради розкриття злочину буде готовий пожертвувати власним життям…

## Можлива екранізація
У вересні 2013 року кінокомпанія «Кінослово» повідомила про початок роботи над новим фільмом «Декоратор» за однойменною повістю Акуніна. Режисером фільму буде Антон Борматов, продюсером — Петро Ануров, відомий по роботі над однією з касових російських стрічок 2012 року «Духless». Планується, що фільм вийде в 2017 році.
У роли Ераста Фандоріна виступить популярний російський актор Данила Козловський. Про свою нову роль він висловився так: «Мій герой — це талановитий слідець, раціональний, прогресивний. Але він зіштовхується з тим самим раціональним, що може зруйнувати життя будь-якої людини, навіть Фандоріна. Цей убивця б'є в дуже болючі місця. Він б'є в дуже особисте».